# 辞令
| ウィキペディアには「辞令」という見出しの百科事典記事はありません（タイトルに「辞令」を含むページの一覧/「辞令」で始まるページの一覧）。 代わりにウィクショナリーのページ「辞令」が役に立つかもしれません。 |